# Patrick Duncan
Patrick Duncan (1870-1943) fue el gobernador general de la Unión de Sudáfrica entre 1937 y 1943. Durante una crisis política sobre la participación de Sudáfrica en la Segunda Guerra Mundial, él rechazó una disolución del Parlamento solicitada por el primer ministro Barry Hertzog y así volvió Jan Smuts al poder.
Su hijo, también llamado Patrick Duncan (f. 1967), fue un conocido activista anti-apartheid.